# Bebington
Bebington är en stad i grevskapet Merseyside i England. Staden ligger i distriktet Wirral vid floden Merseys mynningsvik, strax söder om Birkenhead. Den ligger på halvön Wirral. Tätortsdelen (built-up area sub division) Bebington hade 57 336 invånare vid folkräkningen år 2011.
Bebingtons kommun (urban district 1933–1937, därefter municipal borough till 1974) omfattade även Bromborough, Eastham och Port Sunlight. Sedan 1974 tillhör Bebington distriktet Wirral.